# 恋母情结
恋母情结（英語：Oedipus Complex，也译作“伊底帕斯情结”或“俄狄浦斯情结”）是指儿子恋母仇父的复合情结。它是弗洛伊德主张的一种观点。这一名称来自希腊神话王子伊底帕斯（或作俄狄浦斯，Oedipus）的故事。伊底帕斯违反意愿，无意中杀父娶了母亲。

## 起源
弗洛伊德在精神病患者身上发现，对父母一方的强烈妒忌反映能够产生足够的破坏力。这种破坏力能产生恐惧，并因此对人格的形成和人际关系产生永久性的困扰和影响。由于时常在精神病患者身上观察到这样的现象，因此弗洛伊德假定这样的现象是一种普遍现象。弗洛伊德不仅假定伊底帕斯情结是神经症的核心，而且试图在此基础上来解释其他文化中的复杂现象。
弗洛伊德1913年的《图腾与禁忌》一书中提出，男孩早期的性追求对象是其母亲，他总想占据父亲的位置，与自己的父亲争夺母亲的爱情。也就是恋母情结。弗洛伊德认为恋母情结是个人人格发展的一个重要因素，并用来解释文化与社会的起源。
根据弗洛伊德的理论，在人类发展的早期，父亲拥有对其姐妹和女儿独占的性权利。于是儿子进行反抗，杀掉父亲并吃掉。由于感到罪孽深重，儿子压抑了对母亲、姐妹和他的女儿的性欲。乱伦禁忌和族外婚就是这样产生的。
弗洛伊德的这一普遍性结论遭到多方怀疑，几乎所有的人类学家都不能认同，因为没有任何证据来支持它。也有个别的学者（盖扎·罗海姆）认为，紧张心理产生于恋母情结家庭状况。在这种家庭中，儿子对其父亲反抗并不得不抑制对母亲的乱伦欲求，这种情况在所有社会都有发现，是乱伦禁忌和族外婚产生的文化根源。按照他的说法，任何否认此事的人类学家都是在抑制自己的恋母情结。但是有学者的研究认为，这种情况在母系社会是不会发生的。
本來厄勒克特拉情结（Electra complex）是形容恋父情结，不过后来大多引用伊底帕斯情结描述恋母／父两种心理。